# Cưu
Cưu hoặc Lưu (chữ Hán: 摎; ? - ?) là tướng nước Tần cuối thời kỳ Chiến Quốc.

## Binh nghiệp
Năm 256 TCN, Tần Chiêu Tương vương sai tướng Cưu đánh nước Hàn, hạ được hai thành Dương Thành, Phụ Thử, chém được 4 vạn đầu, áp sát biên cương nhà Chu. Chu Noãn vương lo sợ, dẫn quân ra cửa Y Khuyết ngăn trở quân Tần, khiến Dương Thành bị cô lập với lãnh thổ nước Tần.
Tần Chiêu Tương vương nổi giận, bèn sai tướng quân Cưu đi đánh Tây Chu. Chu Noãn vương không chống nổi, bị quân Tần bắt về nước Tần. Toàn bộ 36 ấp và 3 vạn dân của Tây Chu thuộc về nước Tần. Cửu đỉnh của Chu bị Tần đoạt, không lâu sau nhà Chu diệt vong.
Năm 254 TCN, lấy cớ nước Ngụy vào chầu muộn, Tần Chiêu Tương vương sau tướng Cưu đem quân thảo Ngụy, chiếm được Ngô Thành.

## Nghi vấn
Năm 219, Tần Thủy Hoàng đi tuần Lang Gia. Trong số các quan viên theo có Ngũ đại phu Dương Cù (杨樛). Vì chữ Cù (樛) và Cưu (摎) gần giống nhau, nhiều người cho rằng tướng quân Cưu và Dương Cù là cùng một người.

## Trong văn hóa
Trong tiểu thuyết Đông Chu liệt quốc chí của Phùng Mộng Long, tướng quân Cưu xuất hiện trong 101. Tuy nhiên trong tiểu thuyết, tướng quân Cưu mang họ Doanh và tên bị viết nhầm thành Cù (嬴樛).
Họa sĩ Hara Yasuhisa đã dựa vào chi tiết này để xây dựng hình tượng nhân vật Liêu trong truyện tranh Vương giả thiên hạ là nữ tướng, công chúa nước Tần Doanh Liêu (嬴摎).